# 4 farfalle per un assassino
4 farfalle per un assassino (Straight On till Morning) è un film del 1972 diretto da Peter Collinson.

## Trama
La timida Brenda, scrittrice di favole, lascia la città di Liverpool e si trasferisce a Londra dove inizia a lavorare in una boutique. Qui fa amicizia con Peter, un affascinante ragazzo che in realtà è un feroce assassino psicopatico.

## Accoglienza
Leonard Maltin nella sua Leonard Maltin's Movie Guide descrisse il film un "thriller insolito, ma non terribilmente efficace", mentre Halliwell's Film Guide lo definì un "thriller sgradevole, selvaggiamente diretto".